# Lillestrøm Sportsklubb
Il Lillestrøm Sportsklubb, meglio noto come Lillestrøm, è una società calcistica norvegese con sede nella città di Lillestrøm. Milita nell'1. Divisjon, la seconda divisione del campionato norvegese.
Il club, fondato il 2 aprile 1917, detiene il record per il maggior numero di anni consecutivi nella massima divisione norvegese. Nel corso degli anni il Lillestrøm ha fornito 40 giocatori alla nazionale norvegese.

## Storia
Il Lillestrøm è stato campione di Norvegia per cinque stagioni (1989, 1986, 1977, 1976 e 1958/59); la Norgesmesterskapet invece è stata conquistata dai gialloneri sei volte (2017, 2007, 1985, 1981, 1978 e 1977).
Il 14 settembre 1977 il Lillestrøm giocò contro l'Ajax in Coppa dei Campioni, e in casa vinse per 2-0. L'incontro fu visto da più di ventimila persone, rimanendo tuttora il record di spettatori di una partita del Lillestrøm. Al ritorno i norvegesi persero per 4-0. Dopo le due partite con il Lillestrøm, l'Ajax chiese loro l'attaccante Tom Lund per rimpiazzare Johan Cruijff, che si era trasferito dai lanceri di Amsterdam al Barcellona. Ma l'amore per la sua squadra norvegese, e la sua paura di viaggiare in aeroplano, impedì al giocatore di accettare l'offerta e restò quindi con il Lillestrøm fino alla fine della sua carriera. In seguito, di fronte allo stadio di casa, fu eretta una statua in onore di Lund.
Quando Arne Erlandsen lasciò la Norvegia, preferendo il Göteborg dopo la stagione 2004, fu chiamato in panchina il tedesco Uwe Rösler. La prima stagione del nuovo allenatore fu un successo: condusse la squadra al quarto posto, qualificandola così alla Royal League. Oltretutto i gialloneri arrivarono in finale di Coppa di Norvegia, dove però persero inaspettatamente 4-2 contro il Molde, un avversario di gran lunga inferiore.
Nella stagione 2005-06 il Lillestrøm fu considerato tra le favorite per il campionato, ma un deludente quarto posto fu la conseguenza diretta dell'esonero di Rösler. Pochi giorni dopo fu ingaggiato per tre anni Tom Nordlie. Con il nuovo CT e con l'acquisto di Simen Brenne, il Lillestrøm può ora giocare un 4-3-3 con rapidi cambi di gioco. Nel 2007 alza per la quinta volta la coppa di Norvegia. Nel 2017, a dieci anni di distanza dall'ultimo trofeo, centra la sesta Norgesmesterskapet, con il capitano Frode Kippe protagonista assoluto della finale. Dopo alcune stagioni in cui ha raggiunto la quota salvezza nelle ultime giornate, il 1º dicembre 2019, a seguito di 11 partite di fila senza vittorie, il Lillestrom Sk ha chiuso la stagione regolare arrivando terzultimo nella Eliteserien qualificandosi per i playoff di retrocessione, da giocarsi con la terza qualificata della prima divisione: quella è stata anche l'ultima partita di Frode Kippe e dell'allenatore Lennartsson che a seguito della mancata salvezza ha rassegnato le sue dimissioni. Nello spareggio play out, giocato contro lo Start, il Lillestrøm nella gara di ritorno nonostante un rassicurante vantaggio per 4-0 riesce a farsi rimontare in pochi minuti di 3 goal, portando alla drammatica retrocessione dopo 40 anni.
L'anno successivo la guida tecnica è passata a Geir Bakke. Nella Obos Ligaen, dopo una partenza a rilento, che lascia presagire un'altra stagione complicata per i giallo neri, la squadra con una lunga serie di risultati utili, raggiunge il secondo posto dietro al Tromso e viene promossa alla Eliteserien facendo registrare la miglior difesa del campionato. 
Nella stagione 2021, da neopromossa dopo un anno passato in Obos Ligaen, il Lillestrom Sk si attesta nella parte alta della classifica, dimostrando grande solidità difensiva e ottenendo risultati sopra le aspettative. Con un gioco basato sul possesso palla e le ripartenza palla a terra sorprende diverse favorite del campionato. In giugno inanella cinque vittorie consecutive che la portano a ridosso della prima posizione. Da ricordare la doppia vittoria contro il Rosenborg. Chiuderà la stagione al 4 posto, miglior risultato dal 2007, sfiorando il ritorno diretto in Europa. Nella stagione 2022, la squadra si conferma subito ad alti livelli grazie a 11 risultati utili consecutivi, esprimendo un gioco basato sul possesso di palla e pressing. Il percorso in Conference League inizia con il passaggio del secondo turno di qualificazione ai danni dei finlandesi SJK, nel terzo turno di qualificazione l'avversario incontra l'Anversa che avrà la meglio sia nella partita di andata e che di ritorno. Alla fine della stagione il Lillestrom chiuderà al 4º posto con la seconda miglior difesa del campionato. Nella stagione 2023 la squadra inizia il campionato con alcuni successi importanti, ma alla fine chiudere al 6º posto con  13 vittorie e 13 sconfitte.
Nel 2024, la squadra parte fin da subito male, e non riuscirà mai ad affermarsi nonostante l’alternarsi di tre allenatori. Chiuderà al penultimo posto con la peggiore difesa del campionato, retrocedendo in 1º divisjon.

## Organico

### Rosa 2025
Aggiornata al 17 aprile 2025.
| N. |                        | Ruolo | Calciatore                  |
| -- | ---------------------- | ----- | --------------------------- |
| 1  | Norvegia (bandiera)    | P     | Stefan Hagerup              |
| 2  | Norvegia (bandiera)    | D     | Lars Ranger                 |
| 4  | Norvegia (bandiera)    | D     | Espen Garnås                |
| 5  | Norvegia (bandiera)    | D     | Sander Moen Foss            |
| 6  | Norvegia (bandiera)    | C     | Vebjørn Hoff                |
| 8  | Norvegia (bandiera)    | C     | Markus Karlsbakk            |
| 9  | Nigeria (bandiera)     | A     | Kparobo Arierhi             |
| 10 | Norvegia (bandiera)    | A     | Thomas Lehne Olsen          |
| 11 | Danimarca (bandiera)   | D     | Frederik Elkær              |
| 12 | Norvegia (bandiera)    | P     | Mads Hedenstad Christiansen |
| 14 | Inghilterra (bandiera) | A     | Jubril Adedeji              |
| 15 | Gambia (bandiera)      | A     | Salieu Drammeh              |
| 17 | Norvegia (bandiera)    | A     | Eric Kitolano               |
| 18 | Norvegia (bandiera)    | C     | Kevin Krygård               |

| N. |                     | Ruolo | Calciatore           |
| -- | ------------------- | ----- | -------------------- |
| 19 | Norvegia (bandiera) | D     | Kristoffer Tønnessen |
| 20 | Angola (bandiera)   | A     | Felix Vá             |
| 21 | Nigeria (bandiera)  | D     | Tochukwu Joseph      |
| 22 | Norvegia (bandiera) | C     | Elias Solberg        |
| 23 | Norvegia (bandiera) | C     | Gjermund Åsen        |
| 25 | Norvegia (bandiera) | C     | Leandro Neto         |
| 27 | Norvegia (bandiera) | A     | Markus Wæhler        |
| 28 | Norvegia (bandiera) | D     | Ruben Gabrielsen     |
| 30 | Norvegia (bandiera) | D     | Lucas Svenningsen    |
| 32 | Norvegia (bandiera) | C     | Harald Woxen         |
| 33 | Senegal (bandiera)  | A     | Moctar Diop          |
| 64 | Svezia (bandiera)   | D     | Eric Larsson         |
| 90 | Norvegia (bandiera) | A     | El Schaddai Furaha   |

## Allenatori
- 1945  Claus Rasmussen e  Harry Wright
- 1946  Harry Wright
- 1947-1950  Alf Martinsen
- 1951  Sven Aage Jespersen
- 1952-1953  Alf Martinsen
- 1954-1955  Lorang Lund
- 1956-1957  Ragnar Sørensen
- 1958  Karl Guðmundsson
- 1958-1959  Rolf Brubak
- 1960  Kjell Sunding e  Karl Guðmundsson
- 1961  Lorang Lund
- 1962  Ragnar Nikolay Larsen
- 1963  Walther Svendsen
- 1964-1965  Henry Mathiesen
- 1966  Rolf Wahl
- 1967  Ivar Christiansen
- 1968  Rolf Wahl
- 1969-1970  Steinar Johannessen
- 1971  Svein Bergersen e  Rolf Wahl
- 1972  Oddvar Richardsen
- 1973  Joar Hoff
- 1974  Ronny Mathiesen
- 1975-1976  Joar Hoff
- 1977-1979  Joe Hooley
- 1980-1981  Kjell Schou-Andreassen
- 1982  Joar Hoff
- 1983-1984  Bill Foulkes
- 1985-1987  Tom Lund
- 1988  Ove Rudberg
- 1989  David Hay
- 1990-1991  Tom Lund
- 1991-1993  Ivar Hoff
- 1994-1995  Teitur Þórðarson
- 1996-1997  Per Brogeland
- 1997  Even Pellerud
- 1998-2004  Arne Erlandsen
- 2005-2006  Uwe Rösler
- 2007  Frode Grodås
- 2007-2008  Tom Nordlie
- 2008  Erland Johnsen
- 2009-2011  Henning Berg
- 2011  Petter Belsvik e  Magnus Powell
- 2012-2014  Magnus Haglund
- 2015-2016  Rúnar Kristinsson
- 2016-2018  Arne Erlandsen
- 2018-2019  Jörgen Lennartsson
- 2019-2019  Tom Nordlie
- 2020-2023  Geir Bakke
- 2023  Eirik Bakke
- 2024-oggi  Andreas Georgson

## Palmarès

### Competizioni nazionali
- Campionato norvegese: 5

1958-1959, 1976, 1977, 1986, 1989
- Coppa di Norvegia: 6

1977, 1978, 1981, 1985, 2007, 2017

### Competizioni giovanili
- Norgesmesterskapet G19: 3

1966, 1981, 1986
- Norgesmesterskapet G16: 1

2015

### Altri piazzamenti
- Campionato norvegese:

Secondo posto: 1959-1960, 1978, 1983, 1985, 1988, 1994, 1996, 2001
Terzo posto: 1980, 1982, 1993
- Coppa di Norvegia:

Finalista: 1953, 1955, 1958, 1980, 1986, 1992, 2005, 2022-2023
Semifinalista: 1991, 2001, 2004, 2013, 2018
- Supercoppa di Norvegia:

Finalista: 2018
- 1. divisjon:

Secondo posto: 2020
- Royal League:

Finalista: 2005-2006
- Coppa Intertoto UEFA:

Finalista: 2006
- UEFA Fair Play ranking: 1

2006-2007

## Stagioni recenti
| Stagione |        | Pos. | Gioc. | V  | P  | S  | GF | GS | Punti | Coppa            |
| -------- | ------ | ---- | ----- | -- | -- | -- | -- | -- | ----- | ---------------- |
| 1998     | ES     | 8    | 26    | 9  | 6  | 11 | 41 | 49 | 33    | Terzo turno      |
| 1999     | ES     | 4    | 26    | 15 | 3  | 8  | 60 | 41 | 48    | Quarti di finale |
| 2000     | ES     | 6    | 26    | 11 | 7  | 8  | 42 | 29 | 40    | Quarti di finale |
| 2001     | ES     | 2    | 26    | 17 | 5  | 4  | 64 | 33 | 56    | Semifinalista    |
| 2002     | ES     | 7    | 26    | 10 | 6  | 10 | 37 | 30 | 36    | Terzo turno      |
| 2003     | ES     | 7    | 26    | 10 | 7  | 9  | 33 | 35 | 37    | Ottavi di finale |
| 2004     | ES     | 7    | 26    | 8  | 11 | 7  | 45 | 33 | 35    | Semifinalista    |
| 2005     | ES     | 4    | 26    | 12 | 6  | 8  | 37 | 31 | 42    | Finalista        |
| 2006     | ES     | 4    | 26    | 12 | 8  | 6  | 44 | 33 | 44    | Quarti di finale |
| 2007     | ES     | 4    | 26    | 13 | 7  | 6  | 47 | 28 | 44    | Vincitore        |
| 2008     | ES     | 12   | 26    | 7  | 7  | 12 | 30 | 40 | 28    | Secondo Turno    |
| 2009     | ES     | 11   | 30    | 9  | 10 | 11 | 43 | 50 | 37    | Ottavi di finale |
| 2010     | ES     | 10   | 30    | 9  | 13 | 8  | 50 | 43 | 40    | Terzo Turno      |
| 2011     | ES     | 13   | 30    | 9  | 7  | 14 | 46 | 52 | 34    | Ottavi di finale |
| 2012     | ES     | 9    | 30    | 9  | 12 | 9  | 46 | 47 | 39    | Ottavi di finale |
| 2013     | ES     | 10   | 30    | 9  | 9  | 12 | 37 | 44 | 36    | Semifinalista    |
| 2014     | ES     | 5    | 30    | 13 | 7  | 10 | 49 | 35 | 46    | Quarti di finale |
| 2015     | ES     | 8    | 30    | 12 | 9  | 9  | 45 | 43 | 44    | Terzo Turno      |
| 2016     | ES     | 12   | 30    | 8  | 10 | 12 | 45 | 50 | 34    | Terzo Turno      |
| 2017     | ES     | 12   | 30    | 10 | 7  | 13 | 40 | 43 | 37    | Vincitore        |
| 2018     | ES     | 12   | 30    | 7  | 11 | 12 | 34 | 44 | 32    | Semifinalista    |
| 2019     | ES     | 14   | 30    | 7  | 9  | 14 | 32 | 47 | 30    | Terzo Turno      |
| 2020     | 1 div. | 2    | 30    | 16 | 9  | 5  | 49 | 26 | 57    | Cancellata       |
| 2021     | ES     | 4    | 30    | 14 | 7  | 9  | 49 | 40 | 49    | Quarti di finale |
| 2022     | ES     | 4    | 30    | 16 | 5  | 9  | 49 | 34 | 53    | in corso         |
- ES: Premier League norvegese

## Stagioni passate
- 1982

## Record
- Miglior vittoria in casa: 10-0 contro il Geithus
- Miglior vittoria fuori casa: 6-0 contro il Ranheim
- Peggior sconfitta in casa: 1-7 contro il Frederikstad,
- Peggior sconfitta fuori casa: 1-7 contro l'Odd Greenland
- Spettatori all'Åråsen Stadion: 13.652 contro il Vålerenga nel 2002
- Maggior media spettatori in stagione: 8.633, nel 2006
- Presenze: 613, Torgeir Bjarmann 1988-2003
- Presenze in campionato: 306, Torgeir Bjarmann
- Reti segnate: 319, Tom Lund 1967-1982
- Reti segnate in campionato: 72, Arild Sundgot 1997
- Reti segnate in stagione: 19, Mons Ivar Mjelde 1993